# Аскское кровопролитие
Аскское кровопролитие — массовая резня, организованная войсками СС во время Второй мировой войны во французской деревне Аск.
В результате покушения неустановленных личностей на немецкий военный поезд в ночь с 1 на 2 апреля 1944 года в окрестностях вокзала Аск, были расстреляны 86 невинных штатских. Событие получило значительный отклик во всем регионе и укрепило враждебность к немецким оккупантам. В знак протеста против насилия 60 000 человек приняли участие в забастовке в Лилле, что явилось одной из самых больших французских манифестаций времен войны. Толпа, численность которой оценена в 20 000 человек, приняла участие в похоронном шествии.